# Plataea calcaria
Plataea calcaria är en fjärilsart som beskrevs av Richard F. Pearsall 1911. Plataea calcaria ingår i släktet Plataea och familjen mätare. Inga underarter finns listade i Catalogue of Life.